# 1945 في نيوزيلندا
فيما يلي قوائم الأحداث التي وقعت خلال عام 1945 في نيوزيلندا.

## رياضة
- 1 يناير – كأس نيوزيلندا 1945 الفائز Western A.F.C. [الإنجليزية]‏.

## مواليد

### يناير
- 1 يناير – برناديت هال كاتبة نيوزيلندية.
- 1 يناير – برينت وونغ رسام نيوزيلندي.
- 1 يناير – جيرالد غاريك كونينغهام
- 1 يناير – فيليبا بلير رسامة نيوزيلندية.
- 1 يناير – هيو ويلسون عالم نبات نيوزيلندي.
- 14 يناير – بوب باربر لاعب رغبي نيوزيلندي.
- 26 يناير – غراهام وليامز

### فبراير
- 10 فبراير – روبرت ماكسويل لاعب كريكت نيوزلندي.
- 22 فبراير – فلور بيلي

### مارس
- 10 مارس – جون ماكغراث

### أبريل
- 4 أبريل – بريان اندروز لاعب كركيت نيوزيلندي.
- 11 أبريل – ونستون بيترز سياسي نيوزيلندي.
- 12 أبريل – كينيث باركر لاعب كريكت نيوزلندي.
- 25 أبريل – كيري تانر لاعب رغبي نيوزيلندي.

### مايو
- 17 مايو – آن ريد متزحلقة جبال الألب نيوزيلندية.

### يونيو
- 4 يونيو – نيفيل كرشتون سائق سباق نيوزيلندي.

### يوليو
- 3 يوليو – واين قاولد
- 8 يوليو – جون كارسون لاعب كريكت نيوزلندي.
- 18 يوليو – روبرت لورد

### أغسطس
- 2 أغسطس – جون أندرسون
- 7 أغسطس – كينيث نيكلسون لاعب كريكت نيوزلندي.

### سبتمبر
- 17 سبتمبر – بروس سبنس ممثل نيوزيلندي.

### أكتوبر
- 11 أكتوبر – بولين غاردينر لاعبة جمباز فني نيوزيلندية.

### نوفمبر
- 30 نوفمبر – غرايم كروسمان لاعب رغبي نيوزيلندي.

### ديسمبر
- 12 ديسمبر – ستيفن كينت كيميائي أمريكي.
- 14 ديسمبر – جوانا باول رسامة نيوزيلندية.
- 15 ديسمبر – ميخائيل كينغ

## وفيات

### يناير
- 1 يناير – دونالد موراي (مواليد 1865) مهندس نيوزيلندي.

### مارس
- 20 مارس – دونالد ستوت (مواليد 1914)

### أبريل
- 1 أبريل – ماي بيتي (مواليد 1880) ممثلة نيوزيلندية.
- 15 أبريل – كارلتون هاي (مواليد 1875) لاعب كركيت نيوزيلندي.

### مايو
- 7 مايو – ويليام كولين (مواليد 1887) لاعب كريكت أسترالي.
- 25 مايو – ويليام سميث (مواليد 1881) لاعب رغبي نيوزيلندي.
- 27 مايو – جيمس رايت مونرو (مواليد 1870) سياسي نيوزيلندي.

### ديسمبر
- 31 ديسمبر – روبرت كولتر (مواليد 1891) سياسي نيوزيلندي.